# Gierwaty (Maków)
Pour les articles homonymes, voir Gierwaty.
Gierwaty (prononciation : [ɡʲɛrˈvatɨ]) est un village polonais de la gmina de Młynarze dans le powiat de Maków de la voïvodie de Mazovie dans le centre-est de la Pologne.

## Histoire
De 1975 à 1998, le village appartenait administrativement à la voïvodie d'Ostrołęka.